# Ярослав Дрозд
Ярослав Єжи Дрозд (пол. Jarosław Jerzy Drozd; 13 червня 1955, Кошалін) — польський дипломат. Генеральний консул Республіки Польща в Санкт-Петербурзі (2005—2011), у Львові (2011—2015).

## Життєпис
Народився 13 червня 1955 року в Кошаліні. Випускник VII вищої школи Dąbrówki в Познані (1974) і журналістики в Університеті Адама Міцкевича в Познані (1978). Захистив докторську дисертацію в Польському інституті міжнародних відносин у Варшаві (1989). Він був аспірантом в Інституті політичних наук, помічником в Інституті економічних і соціальних наук Технологічного університету.
З 1978 року на дипломатичній службі. Старший помічник в Польському інституті міжнародних відносин у Варшаві (1978—1986), другий секретар / перший секретар політичного відділу посольства Польщі в Берліні (1986—1990).
У 1991—1993 рр. — він читав лекції в Університеті Потсдама. Він продовжував працювати в Міністерстві закордонних справ Польщі, в якості міністра — радника в Департаменті стратегічних досліджень, а потім у відділі досліджень і планування, Міністерства закордонних справ (1993), радник в посольстві у Відні (1995—2002). Він займав посаду заступника директора / директора департаменту інформаційних систем закордонних справ (2002—2005), Генеральний консул в Санкт-Петербурзі (2005—2011). Генеральний консул у Львові (2011—2015). Він також є професором університету кардинала Стефана Вишинського у Варшаві (з 2002 року).

## Нагороди та відзнаки
- Командорський хрест 2-го класу за почесним знаком за заслуги в Австрійській Республіці (2007)[7]